# لورانس بدی
لورانس بدی (فرانسوی: Laurence Badie‎؛ ۱۵ ژوئن ۱۹۲۸ - ۱۱ ژانویهٔ ۲۰۲۴) بازیگر اهل فرانسه بود.
از فیلم‌ها یا برنامه‌های تلویزیونی که وی در آنها نقش داشته‌است می‌توان به هدیه، معجون زمان ۲، اسب کهر را بنگر، شاه‌دانه، بازی‌های ممنوعه، پوست لطیف، شور زندگی، عموی آمریکایی‌ام و موریل یا هنگام بازگشت اشاره کرد.